# Hoy toca ser feliz
Hoy toca ser feliz es el duodécimo sencillo de Mägo de Oz y el segundo del álbum Gaia II: La Voz Dormida. La canción habla de que si tienes tristezas o tienes preocupaciones, trata de olvidarlas y darles la menor importancia posible.

## Video musical
La vida de Larissa es una desgracia y la vemos en su cuarto oscuro al inicio del video. Entonces se abre un portal en su pared, cerca de un póster de la cubierta del álbum Gaia II, donde Mägo está tocando, pero con unas rosetas de maíz mágicas los ve como los personajes del cuento El maravilloso Mago de Oz. Por ejemplo, Txus Di Fellatio como el Hada Glinda, José Andrëa como el León Cobarde, Peri como el Arcoíris, Fernando Ponce de León como El Hombre de Hojalata, Frank como Toto, Carlitos como el Espantapájaros, Sergio "Kiskilla" como Dorothy, Mohamed como La Bruja Mala del Este, y Jorge Salán como La Bruja Mala de Oeste. 

## Lista de canciones
| N.º | Título                                   | Duración |  |
| 1.  | «Hoy toca ser feliz»                     | 4:20     |  |
| 2.  | «Memoria da Noite» (Luar na Lubre cover) | 5:50     |  |
| 3.  | «Sueños Diabólicos» (Labanda cover)      | 3:00     |  |